# 에사페카 살로넨
에사페카 살로넨(핀란드어: Esa-Pekka Salonen, 1958년 6월 30일~)은 핀란드 출신의 지휘자이자 작곡자이다. 헬싱키 소재 시벨리우스 아카데미를 졸업했으며, 긴급하게 대체 지휘자로 나선 1983년 런던 필하모니아 오케스트라의 말러 교향곡 제3번 연주로 지휘자로서의 커리어가 시작되었다. 스웨덴 라디오 교향악단과 로스앤젤레스 필하모닉에서의 상임 지휘자 활동으로 널리 알려져있다. 2008년, 필하모니아 오케스트라의 상임 지휘자로 부임하였으며 현재 샌프란시스코 심포니 오케스트라에서 음악 감독으로 활약하고 있다.